# クロエ・ハンスリップ
クロエ・エリース・ハンスリップ（Chloë Elise Hanslip, 1987年9月28日 - ）は、イギリス出身の女性ヴァイオリニスト。
サリー州ギルフォード生まれ。2歳でヴァイオリンを始め、5歳のときにユーディ・メニューイン音楽学校に入学。その後ドイツで、マキシム・ヴェンゲーロフらを育てたザハール・ブロンの教えを受けた。10歳のとき、プーシキン原作、レイフ・ファインズ主演の映画『オネーギンの恋文』に神童ヴァイオリニストとして出演している。
2001年、13歳にしてワーナー・クラシックスからロンドン交響楽団との共演によるデビュー・アルバム「クロエ」をリリースし、ドイツ「エコー・クラシック・アワード」のベスト新人賞を受賞した。翌年には同響とブルッフのヴァイオリン協奏曲第1番・第3番を発表し、再び「若手ブリティッシュ･クラシック演奏者」としてクラシック・ブリット・アワード2003を受賞している。
使用楽器は、1735年製グァルネリ・デル・ジェスであったが、現在は使用していない。